# Persone di nome Kristina
| Questa pagina contiene informazioni ricavate automaticamente dalle voci biografiche con l'ausilio del template Bio e di un bot. L'aggiornamento è periodico e automatico e ricostruisce completamente la pagina. Se manca una persona in questa lista, sei pregato di non aggiungerla, ma accertati piuttosto che la sua voce biografica contenga il template Bio e che i dati anagrafici siano correttamente compilati. Se il template Bio manca, inseriscilo tu stesso o, in alternativa, metti l'avviso {{tmp\|Bio}} che ne segnala la mancanza. Se i dati riportati sono sbagliati, correggi direttamente la voce biografica; le modifiche saranno visibili in questa lista entro pochi giorni. Per chiarimenti vedi il progetto antroponimi. La lista contiene solo le 66 persone che sono citate nell'enciclopedia e per le quali è stato implementato correttamente il template Bio. Pagina aggiornata al 23 mag 2025. |

Questa è una lista di persone presenti nell'enciclopedia che hanno il nome Kristina, suddivise per attività principale.

## Allenatrici di sci alpino(1)
- Kristina Hultdin, allenatrice di sci alpino e ex sciatrice alpina svedese (Borlänge, n. 1981)

## Altiste(1)
- Kristina Ovchinnikova, altista kazaka (Almaty, n. 2001)

## Astiste(1)
- Kristina Gadschiew, astista tedesca (Vasil'evka, n. 1984)

## Astronome(1)
- Kristina M. Barkume, astronoma statunitense

## Attrici(10)
- Kristina Adolphson, attrice svedese (Stoccolma, n. 1937)
- Kristina Anapau, attrice statunitense (Isola di Hawaii, n. 1979)
- Kris Aquino, attrice e conduttrice televisiva filippina (Manila, n. 1971)
- Kristina Cepraga, attrice cinematografica rumena (Bucarest, n. 1980)
- Kristina Klebe, attrice statunitense (New York, n. 1979)
- Kristina Krepela, attrice e doppiatrice croata (Zagabria, n. 1979)
- Kristina Söderbaum, attrice e fotografa svedese (Stoccolma, n. 1912 - Hitzacker, † 2001)
- Kristina Tonteri-Young, attrice e ex ballerina finlandese (n. 1998)
- Kristina Wagner, attrice statunitense (Indianapolis, n. 1962)
- Kristina Wayborn, attrice e modella svedese (Nybro, n. 1950)

## Attrici pornografiche(1)
- Kristina Rose, attrice pornografica statunitense (San Diego, n. 1984)

## Biatlete(1)
- Kristina Rezcova, biatleta russa (Mosca, n. 1996)

## Calciatrici(3)
- Kristina Bannikova, calciatrice estone (Pärnu, n. 1991)
- Kristina Erman, ex calciatrice slovena (Lubiana, n. 1993)
- Kristina Šundov, calciatrice croata (Spalato, n. 1986)

## Canottiere(2)
- Kristina Mundt, ex canottiera tedesca (Merseburg, n. 1966)
- Kristina Poplavskaja, ex canottiera lituana (n. 1972)

## Cantanti(4)
- Kristina Hautala, cantante finlandese (Stoccolma, n. 1948)
- Kristina Maria, cantante canadese (Ottawa, n. 1989)
- Kristina Orbakaitė, cantante e attrice russa (Mosca, n. 1971)
- Kristina Si, cantante russa (Petropavlovsk, n. 1991)

## Cavallerizze(2)
- Kristina Bröring-Sprehe, cavallerizza tedesca (Lohne, n. 1986)
- Kristina Cook, cavallerizza britannica (Rustington, n. 1970)

## Cestiste(9)
- Kristina Alminaitė, cestista lituana (Kaunas, n. 1990)
- Kristina Benić, ex cestista croata (Ragusa di Dalmazia, n. 1988)
- Kristina Česnavičiūtė, ex cestista lituana (Kaunas, n. 1983)
- Kristina Kalesinskaitė, ex cestista lituana (Kaunas, n. 1969)
- Tina Nicholson, ex cestista statunitense (Downingtown, n. 1973)
- Kristina Raković, cestista montenegrina (Bijelo Polje, n. 1994)
- Kristina Topuzović, cestista serba (Šabac, n. 1994)
- Kristina Uzunova, ex cestista bulgara (Sofia, n. 1968)
- Kristina Vengrytė, ex cestista lituana (Vilnius, n. 1981)

## Danzatrici(1)
- Kristina Ševčenko, danzatrice ucraina (Odessa, n. 1988)

## Fondiste(1)
- Kristina Šmigun-Vähi, ex fondista estone (Tartu, n. 1977)

## Ginnaste(3)
- Kristina Rangelova, ex ginnasta bulgara (Sofia, n. 1985)
- Kristina San'kova, ex ginnasta ucraina (Alčevs'k, n. 1996)
- Kristina Vaculik, ex ginnasta canadese (Toronto, n. 1992)

## Multipliste(1)
- Kristina Pronženko, multiplista tagika (Mastčoḩ, n. 1988)

## Nuotatrici(1)
- Kristy Kowal, nuotatrice statunitense (Reading, n. 1978)

## Pattinatrici di velocità su ghiaccio(1)
- Kristina Groves, ex pattinatrice di velocità su ghiaccio canadese (Ottawa, n. 1976)

## Pistard(2)
- Kristina Clonan, pistard e ciclista su strada australiana (n. 1998)
- Kristina Vogel, ex pistard tedesca (Leninskoe, n. 1990)

## Politiche(2)
- Marie Gluesenkamp Perez, politica statunitense (Harris County, n. 1988)
- Kristina Moore, politica britannica (Jersey, n. 1974)

## Saltatrici con gli sci(1)
- Kristina Prokop'eva, saltatrice con gli sci russa (Nižnij Tagil, n. 2000)

## Schermitrici(2)
- Kristina Kuusk, schermitrice estone (Haapsalu, n. 1985)
- Kristina Ophardt, ex schermitrice tedesca (n. 1973)

## Sciatrici alpine(4)
- Kristina Duvillard, ex sciatrice alpina francese (n. 1975)
- Kristina Koznick, ex sciatrice alpina statunitense (Apple Valley, n. 1975)
- Kristina Natalenko, ex sciatrice alpina canadese (n. 1999)
- Kristina Riis-Johannessen, ex sciatrice alpina norvegese (n. 1991)

## Scrittrici(3)
- Kristina Brenk, scrittrice, drammaturga e traduttrice slovena (Horjul, n. 1911 - Lubiana, † 2009)
- Kristina Carlson, scrittrice finlandese (Helsinki, n. 1949)
- Kristina Ohlsson, scrittrice svedese (Kristianstad, n. 1979)

## Snowboarder(1)
- Kristina Paul', snowboarder russa (Taštagol, n. 1998)

## Taekwondoka(2)
- Kristina Beroš, taekwondoka croata (n. 1999)
- Kristina Tomić, taekwondoka croata (Zagabria, n. 1995)

## Tenniste(3)
- Kristina Barrois, ex tennista tedesca (Ottweiler, n. 1981)
- Kristina Brandi, ex tennista portoricana (San Juan, n. 1977)
- Kristina Mladenovic, tennista francese (Saint-Pol-sur-Mer, n. 1993)

## Tuffatrici(1)
- Kristina Il'inych, tuffatrice russa (Ekaterinburg, n. 1994)

## Velociste(1)
- Kristina Knott, velocista filippina (Orlando, n. 1995)